# Dendrobium planum
Dendrobium planum är en orkidéart som beskrevs av Johannes Jacobus Smith. Dendrobium planum ingår i släktet Dendrobium, och familjen orkidéer. Inga underarter finns listade i Catalogue of Life.